# Staroźreby
Staroźreby è un comune rurale polacco del distretto di Płock, nel voivodato della Masovia.
Ricopre una superficie di 137,55 km² e nel 2004 contava 7 563 abitanti.